# Tarentum (Roma)
Il Tarentum (più raramente anche citato come Terentum) era una parte del Campo Marzio nella Roma antica, alla sua estremità occidentale, vicino al fiume Tevere e al Trigarium.
I suoi limiti erano costituiti dall'altare di Dite e Proserpina (rinvenuto presso la Chiesa Nuova nel 1888) e il corso del fiume. Per la presenza di fonti calde fu considerato un luogo collegato agli Inferi e fu legato al culto di Dite e di Proserpina.
In quest'area si svolgevano i Ludi saeculares, precedentemente chiamati Tarentini in riferimento al luogo in questione.

## Ludi Tarentini
I Ludi Tarentini ebbero origine con un sabino chiamato Valesius, antenato della Gens Valeria. Quando i suoi bambini si ammalarono seriamente, lui pregò gli dei di curarli, offrendo in cambio la sua vita. Una voce gli disse di portarli al Tarentum e di dargli da bere acqua del fiume Tevere, scaldata su un altare di Dis Pater e di Proserpina, divinità degli inferi. Presumendo di dover viaggiare fino alla colonia greca di Taranto, nell'Italia meridionale, intraprese il viaggio con i suoi bambini. Navigando lungo il Tevere, gli fu ordinato da una voce di fermarsi al Campo Marzio, proprio in un luogo che si chiamava Tarentum. Quando scaldò l'acqua del fiume e la diede ai bambini, essi guarirono miracolosamente e si addormentarono. Quando poi si svegliarono, informarono il padre che era apparsa loro in sogno una sagoma e gli aveva detto di fare sacrifici a Dite e Proserpina. Valesius scavando trovò che un altare a quelle divinità era stato seppellito in quel luogo, e compì il rituale come gli era stato indicato.
Alcuni storici romani fanno risalire l'origine dei giochi al 509 a.C., mentre gli studiosi moderni considerano che la prima celebrazione ben documentata ebbe luogo nel 249 a.C., durante la prima guerra punica
I ludi duravano tre giorni e tre notti durante i quali si tenevano corse di cavalli in onore di Dite e Proserpina, il cui altare sorgeva sul luogo.